# Pheia albisigna
Pheia albisigna là một loài bướm đêm thuộc phân họ Arctiinae, họ Erebidae.